# Trezze San Pietro e Bardelli
Trezze San Pietro e Bardelli este o arie protejată (arie specială de conservare — SAC, sit de importanță comunitară — SCI, arie de protecție specială avifaunistică — SPA) din Italia întinsă pe o suprafață de 2.380 ha, integral marine.

## Localizare
Centrul sitului Trezze San Pietro e Bardelli este situat la coordonatele 45°38′N 13°25′E / 45.63°N 13.41°E.

## Înființare
Situl Trezze San Pietro e Bardelli a fost declarat arie de protecție specială avifaunistică în decembrie 2021 pentru a proteja 6 specii de animale. Alte tipuri de protecție:
- sit de importanță comunitară (în septembrie 2013)
- arie specială de conservare (în iunie 2020)[1][3][4]

## Biodiversitate
Situată în ecoregiunea continentală, aria protejată conține 2 habitate naturale: Recifuri, Bancuri de nisip acoperite în permanență slab de apă marină.
La baza desemnării sitului se află mai multe specii protejate:
- păsări (3): pescăruș-cu-cap-negru (Larus melanocephalus), Phalacrocorax aristotelis desmarestii, Puffinus yelkouan
- mamifere (1): delfin mare (Tursiops truncatus)
- pești (1): Alosa fallax
- reptile (1): Caretta caretta

Pe lângă speciile protejate, pe teritoriul sitului au mai fost identificate 18 specii de plante, 23 de specii de nevertebrate, 13 specii de pești.